# Chris Anstey
Christopher John Anstey, detto Chris (Melbourne, 1º gennaio 1975), è un ex cestista e allenatore di pallacanestro australiano.

## Carriera
È stato selezionato dai Portland Trail Blazers al primo giro del Draft NBA 1997 (18ª scelta assoluta).
Con l'Australia ha disputato due edizioni dei Giochi olimpici (Sydney 2000, Pechino 2008), i Campionati mondiali del 1998 e i Campionati oceaniani del 2003.

## Palmarès
- FIBA Europe League: 1

UNICS Kazan': 2003-04